# Microclerus dohrnii
Microclerus dohrnii là một loài bọ cánh cứng trong họ Cleridae. Loài này được Wollaston miêu tả khoa học năm 1867.